# ラナイ・シティ
ラナイ・シティ（Lanai City）とは太平洋のアメリカのハワイ州のハワイ諸島にあるラナイ島の中心地。
ラナイ島のほぼ中央部、標高490mに位置し、島で唯一の町である。標高490mの高原に位置しているため気候はとりわけ涼しく過ごしやすい。
島でパイナップルのプランテーションをするため島を買収したドール社がパイナップル農園で働く労働者のためにこの町が開発された。町はドール公園を中心に、道路は縦横に規則正しく並び、通りにはノーフォーク島から持ち込まれたノーフォークマツと言うマツが植えられている。住民はフィリピン系や日系人や中国系などの移民の子孫。